# Las Venturas

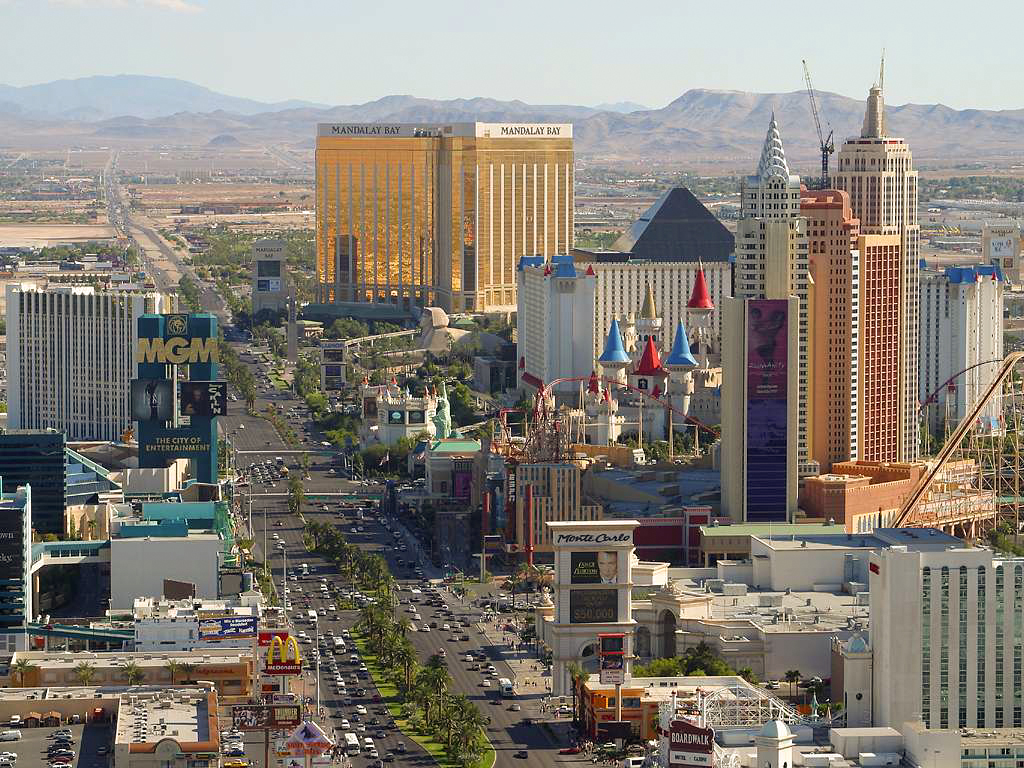

Las Venturas is in Grand Theft Auto: San Andreas een stad in de staat San Andreas. De stad is gebaseerd op de Amerikaanse stad Las Vegas. Las Vegas is vernoemd naar het groene weidelandschap ('Vega' in het Spaans) van het gebied. Las Venturas kreeg zijn naam van het Spaanse woord voor 'Geluk', verwijzend naar de grote rol die kansspelen hebben in de stad.
Las Venturas is gesticht in de jaren 40 door een gangster uit Los Santos met het bouwen van The Casino. Inmiddels is de stad uitgegroeid tot de grootste gokstad ter wereld, compleet met immense hotels, neonverlichting, trouwkapelletjes en nog veel meer. Jaarlijks bezoeken meer dan 40 miljoen toeristen vanuit de hele wereld deze zondige stad, op zoek naar het grote geld. 
De stad wordt vrijgespeeld na het voltooien van de missie Yay Ka-Boom-Boom in San Fierro, maar de speler kan er pas huizen kopen na het voltooien van de missie Learning to Fly.

## Opbouw van de stad

### Casino's
Las Venturas is vooral beroemd om de grote casino's langs The Strip. Langs deze brede straat liggen The Four Dragons Casino, Come-A-Lot, The Pink Swan, The Camel's Toe, The High Roller, Royal Casino, Pirates in Men's Pants, Caligula's Palace, The Visage, The Clown's Pocket en het Starfish Casino. Aan het noordelijke uiteinde vind je The Old Venturas Strip, waar je alle oudere casino's en het V-Rock Hotel vindt. V-Rock hotel is een hotel van de radiozender V-Rock in GTA: Liberty City Stories en GTA: Vice City (Stories). Het allereerste casino, The Casino, vind je echter in Redsands.

### Wijken
The Strip eindigt in het noorden met een splitsing. The Emerald Isle ligt tussen de twee wegen in. Aan het oosten van deze wijk ligt Roca Escalante, waar je onder andere een aantal parkeergarages en het politiebureau kunt vinden.
Erboven, aan de andere kant van de snelweg en de spoorlijn, ligt KACC Militairy Fuels, een militair brandstofdepot. De wijk Spiny Bed die hiernaast ligt is een vrij goedkope buurt, maar de wijk daarnaast, Prickle Pine, is daarentegen weer aan de duurdere kant. Je vindt er onder andere een bungalowcomplex en de Yellow Bell Golf Club.
Redsands is een van de grootste wijken in Las Venturas. Het oosten ligt tegen The Strip aan, en het westen bijna tegen Pilson Intersection. De Harry Gold Parkway loopt recht onder de wijk door. Hier wonen vooral jonge hoogopgeleide werknemers van de stad. In deze wijk bevindt zich het stadion van het baseballteam Las Venturas Bandits. Aan de andere kant van de Julius Thru Way ligt White Wood Estates, met daaronder Blackfield. Beide wijken worden nog uitgebreid, maar omdat de wijken zo dicht tegen de snelweg liggen, zijn de huizen betaalbaar. In Blackfield vind je ook het Blackfield Stadium, de motorrijschool en de Blackfield Chapel.
Aan de andere kant van Las Venturas ligt Creek, een wijk met enkele woningen en een groot winkelcentrum. Geheel onderaan de stad bevindt zich ten slotte de wijk Rockshore met enkele woonhuizen, een bedrijfsterrein en een bouwterrein.

### Industrie
Las Venturas beschikt over een groot vliegveld, Las Venturas Airport, om alle toeristen aan en af te kunnen voeren, maar het vliegveld beschikt ook over het LVA Freight Depot voor het goederentransport. Andere industrieterreinen zijn Randolph Industrial Estate en Linden Side. Las Venturas wordt voor een groot deel van stroom voorzien door de Sherman Dam.

### Julius Thruway
De Julius Thruway is een snelweg die Las Venturas geheel omcirkelt. De snelweg heeft vier afslagen die de stad inleiden, en een directe verbinding met The Strip. De andere snelweg van Las Venturas, de Harry Gold Parkway, loopt dwars door de stad, heeft twee aansluitingen op de Julius Thru Way, en leidt in het zuiden direct naar Los Santos.

## Missies in de stad
Er zijn in Las Venturas negentien missies. Om met de missies in Las Venturas te kunnen beginnen moet je de missie Verdant Meadows gedaan hebben en alle Flying School missies voltooid hebben.
Casino-missies: 1
- Fender Ketchup
- Explosive Situation
- You've Had Your Chips
- Cutscene: Fish in a Barrel

The Truth-missie:
- Don Peyote

Ken Rosenbergs missies:
- Intensive Care
- The Meat Business

Salvatore Leone missies:
- Freefall
- Saint Mark's Bistro

Madd Doggs missie:
- Madd Dogg

C.R.A.S.H-missies:
- Misappropriation
- High Noon

Heist-missies: 2
- Architectural Espionage
- Key to Her Heart
- Dam and Blast
- Cop Wheels
- Up, Up, and Away!
- Breaking the Bank at Caligula's

Vliegmissies (Learning to Fly): 3
- Takeoff
- Land Plane
- Circle Airstrip
- Circle Airstrip and Land
- Helicopter Takeoff
- Land Helicopter
- Destroy Targets
- Loop the Loop
- Barrel Roll
- Parachute onto Target

1: Fish in a Barrel is een tussenfilmpje, geen 'echte' missie waar de speler actief een opdracht dient uit te voeren. Nadat het filmpje werd afgespeeld, gaat de speler door met het verhaal.

2: Aangezien voltooiing van de Heist-missies - het icoontje is een groen dollarteken en ze kunnen worden gestart in het Four Dragons Casino - enkel benodigd is voor het 100% voltooien van het spel (i.e. alle missies, inclusief zijmissies) staat het de speler vrij de Heist-missies over te slaan, of beter gezegd, links te laten liggen tijdens het voltooien van Carls verhaal (i.e. de Heist-missies worden als zijmissies behandeld).

3: Learning to Fly, de Flight School of vliegschool, moet als eerste worden voltooid om bovenstaande missies te starten inclusief de niet-verplichte Heist-missies.

## Verdant Meadows Airport
De vliegschool is niet meer dan een vliegtuigkerkhof met een startbaan, en is gevestigd in de woestijn van Bone County. Je kunt het vliegveld kopen nadat je de missie Verdant Meadows van Mike Toreno hebt gedaan. De Verdant Meadows Aircraft Graveyard kost je $80.000. Je moet eerst alle vliegschoolmissies halen voordat je verder kunt.

### Verlaten AC Toren
Het vliegveld bevat ook een safe house, dat zich onder de verlaten controletoren bevindt. Tevens kun je voertuigen opslaan in een hangar en een garage. De hangar is groot genoeg om vliegtuigen in op te slaan. Het safe house zelf bestaat maar uit één ruimte met een bureau, een veldbed en wat foto's van vliegtuigen aan de wand. Zodra je de missie Green Goo hebt uitgespeeld verschijnt buiten een jetpack en kun je bij het dollarteken regelmatig een som geld ophalen. Tevens verschijnt er een PCJ-600 naast je garage. Na het voltooien van de missie Up, Up, and Away heb je ook de beschikking over een Leviathan. Na de missie Vertical Bird staat er in de laatste hangar (gezien vanaf je safe house) een Hydra. Met vijf vliegtuigen, een motor, een jetpack én ruimte om acht voertuigen op te slaan in twee garages is dit safe house een van de handigste om te gebruiken als uitvalsbasis.

### Vliegschool
De vliegschool bestaat uit tien kleine missies (zie hierboven). Je moet meer dan 70% score bij iedere missie behalen om de vliegschool uit te spelen. Er verschijnen na afloop van alle missies drie verschillende luchtvaartuigen, afhankelijk van de vorderingen binnen de vliegschool. De missiebeschrijvingen zullen je helpen om het makkelijkst goud te halen.

### Beloningen vliegschool
- Er komt bij elke missie een beetje Flying Skill bij.
- Je hebt toegang tot de vliegvelden in Los Santos, San Fierro en Las Venturas.
- Je kunt nu beginnen met de missies in Las Venturas.
- Er zijn nu vier vliegmissies beschikbaar op het vliegveld "Verdant Meadows".
- Als je op alle onderdelen minimaal brons hebt zal de Rustler op het vliegveld verschijnen.
- Als je op alle onderdelen minimaal zilver hebt zal de Stuntplane op het vliegveld verschijnen.
- Als je op alle onderdelen goud hebt zal de Hunter op het vliegveld verschijnen.